# Marcelle Géniat
Marcelle Géniat est une actrice française, née Eugénie Pauline Martin à Saint-Pétersbourg (Russie) le 10 juillet 1881 et morte à L'Haÿ-les-Roses (Val-de-Marne) le 27 septembre 1959.

## Biographie
Marcelle Géniat débute très jeune au théâtre ; dès l'âge de huit ans, elle joue dans L'Assommoir à Saint-Pétersbourg, aux côtés de Lucien Guitry. En 1899, elle obtient un premier prix du Conservatoire national supérieur d'art dramatique (Paris).
Entrée à la Comédie-Française en 1899, elle en devient sociétaire en 1910 et la quitte en 1912. 
Dans les années 1930, parallèlement à son métier d'actrice, elle est aussi directrice d'une maison de redressement pour jeunes filles, "l'Oeuvre de préservation et de sauvetage de la femme", située boulevard Jean Jaurès à Boulogne-Billancourt, qui fera la une de la presse lors de l'évasion de huit jeunes filles en 1936. Cet événement attirera l'attention d'André Breton, Georges Bataille, Léo Mallet et Jacques Prévert, entre autres, qui s'élèvent en soutien envers les jeunes filles alors traquées dans les rues de Paris.
Au cinéma, elle apparaît dans cinquante-trois films entre 1909 et 1956.
Elle a aussi donné des cours d'art dramatique au théâtre du Vieux-Colombier.
Morte d'une « longue et cruelle maladie », Marcelle Géniat est inhumée au cimetière parisien de Saint-Ouen (Seine-Saint-Denis).
Elle est la mère de la comédienne Gilberte Géniat.

## Filmographie
- 1909 : Le roi s'amuse d'Albert Capellani
- 1916 : Le Retour du passé de Léonce Perret
- 1917 : Ainsi va la vie de Pierre Bressol
- 1917 : L'Imprévu de Léonce Perret
- 1917 : Par la vérité de Gaston Leprieur et Maurice de Féraudy
- 1931 : Serments de Henri Fescourt
- 1933 : Quelqu'un a tué de Jack Forrester
- 1933 : La Fusée de Jacques Natanson
- 1935 : Le Billet de mille de Marc Didier
- 1935 : Crime et Châtiment de Pierre Chenal
- 1935 : Le Domino vert d'Herbert Selpin et Henri Decoin
- 1935 : Les Mystères de Paris de Félix Gandéra
- 1936 : La Garçonne de Jean de Limur
- 1936 : La Belle Équipe de Julien Duvivier
- 1936 : La Joueuse d'orgue de Gaston Roudès
- 1937 : L'Homme du jour de Julien Duvivier
- 1938 : La Glu de Jean Choux
- 1938 : L'Étrange Monsieur Victor de Jean Grémillon
- 1938 : Le Paradis de Satan de Félix Gandéra
- 1938 : Le Révolté de Léon Mathot
- 1938 : Carrefour de Kurt Bernhardt
- 1939 : Le Chemin de l'honneur de Jean-Paul Paulin
- 1939 : L'Étrange nuit de Noël d'Yvan Noé
- 1941 : Le Briseur de chaînes de Jacques Daniel-Norman (Court-métrage de  propagande pour la fête des mères)
- 1941 : Fromont jeune et Risler aîné de Léon Mathot
- 1942 : Les Ailes blanches de Robert Péguy
- 1942 : Haut-le-Vent de Jacques de Baroncelli
- 1942 : Le Voile bleu de Jean Stelli
- 1943 : Le Loup des Malveneur de Guillaume Radot
- 1943 : Jeannou de Léon Poirier
- 1943 : Graine au vent de Maurice Gleize
- 1943 : La Valse blanche de Jean Stelli
- 1944 : Le Merle blanc de Jacques Houssin
- 1945 : Dernier Métro de Maurice de Canonge
- 1946 : Le Village de la colère de Raoul André
- 1946 : Destins de Richard Pottier
- 1947 : La Renégate de Jacques Séverac
- 1947 : Les Requins de Gibraltar d'Emil-Edwin Reinert
- 1947 : Une mort sans importance d'Yvan Noé
- 1949 : Ronde de nuit de François Campaux
- 1950 : Dieu a besoin des hommes de Jean Delannoy
- 1950 : Tête blonde de Maurice Cam
- 1950 : L'Homme de la Jamaïque de Maurice de Canonge
- 1951 : La Belle que voilà de Jean-Paul Le Chanois
- 1951 : La Passante d'Henri Calef
- 1951 : Procès au Vatican de René Haguet
- 1951 : La Fille au fouet de Jean Dréville
- 1951 : Das Geheimnis vom Bergsee de Jean Dréville (version allemande de La Fille au fouet)
- 1952 : Manon des sources de Marcel Pagnol : Baptistine, la Piémontaise
- 1953 : Le Défroqué de Léo Joannon
- 1955 : Sophie et le Crime de Pierre Gaspard-Huit
- 1956 : Bonjour jeunesse de Maurice Cam

## Théâtre

### Carrière à laComédie-Française
Entrée à la Comédie-Française en 1899
Sociétaire de 1910 à 1912
348e sociétaire
- 1900 : Les Femmes savantes de Molière
- 1900 : Andromaque de Jean Racine : Cléone
- 1901 : Le Misanthrope de Molière : Eliante
- 1902 : La Petite Amie d'Eugène Brieux : Jeanne
- 1902 : Ruy Blas de Victor Hugo : Casilda
- 1902 : L'Autre Danger de Maurice Donnay : Mme Genevas
- 1902  : Phèdre de Jean Racine : Aricie, puis Ismène
- 1904 : Le Père Lebonnard de Jean Aicard : Jeanne Lebonnard
- 1905 : Bajazet de Jean Racine : Atalide
- 1905 : Andromaque de Jean Racine : Céphise
- 1906 : Paraître de Maurice Donnay : Mme de Benauge
- 1907 : Les Fresnay de Fernand Vandérem : Jacqueline Fresnay
- 1907 : L'Autre de Paul et Victor Margueritte : Jeanne Forget
- 1908 : Le Misanthrope de Molière, mise en scène Jules Truffier : Eliante
- 1911 : Un jour de fête de Gabriel Faure : Lucienne Bernard
- 1912 : Bagatelle de Paul Hervieu : Mlle Andrée

### Hors Comédie-Française
- 1913 : L'Épate d'Alfred Savoir, théâtre Femina
- 1913 : Les Anges gardiens d'après Marcel Prévost, théâtre Marigny : Fanny
- 1919 : La Vie amoureuse de Casanova de Maurice Rostand, théâtre des Bouffes-Parisiens : Reine de Bohême
- 1920 : L'Admirable Crichton d'Alfred Athys, théâtre Antoine : Marie
- 1920 : Daniel de Louis Verneuil, avec Sarah Bernhardt, théâtre Sarah Bernhardt
- 1921 : Une danseuse est morte de Charles Le Bargy, théâtre des Galeries Saint Hubert : Mlle Barsanges
- 1922 : Une danseuse est morte de Charles Le Bargy, théâtre de l'Odéon : Mlle Barsanges
- 1927 : Les Amants de Paris de Pierre Frondaie, théâtre Sarah-Bernhardt
- 1928 : Week-end de Noël Coward, théâtre de la Potinière
- 1928 : Madame Marie d'Henry Soumagne.
- 1930 : Le Jour de Henri Bernstein. Mise en scène de l'auteur, théâtre du Gymnase : Marie Joustot
- 1932 : Mademoiselle de Jacques Deval, mise en scène Jacques Baumer, théâtre Saint-Georges
- 1933 : Karma de Jeffrey Dell, théâtre de l'Œuvre
- 1935 : La Complainte de Pranzini et de Thérèse de Lisieux d'Henri Ghéon, mise en scène Georges Pitoëff, théâtre des Mathurins
- 1936 : Les Innocentes adaptation de la pièce The Children's Hour de Lillian Hellman, théâtre des Arts
- 1939 : La Mouette d'Anton Tchekhov, mise en scène Georges Pitoëff, théâtre des Mathurins
- 1944 : Néron de Jean Bacheville, théâtre Hébertot : Agrippine
- 1946 : La Célestine de Fernando de Rojas, théâtre des Célestins
- 1947 : Passage du malin de François Mauriac, mise en scène Jean Meyer, théâtre de la Madeleine
- 1947 : Une mort sans importance d'Yvan Noé et A. Linou, mise en scène Yvan Noé, théâtre de la Potinière
- 1950 : Le Voyageur sans bagage de Jean Anouilh, mise en scène André Barsacq, théâtre Montparnasse : Juliette
- 1952 : Médée de Robinson Jeffers, mise en scène Georges Vitaly, théâtre Montparnasse
- 1954 : Saül d'André Gide, mise en scène Georges Douking, Comédie de Provence
- 1955 : Le Ping-pong d'Arthur Adamov, mise en scène Jacques Mauclair, théâtre des Noctambules